# Benzotriclorur
El benzotriclorur, també conegut com a α,α,α-triclorotoluè, triclorobenzè o (triclorometil) benzè, és un hidrocarbur clorat inestable. Aquest compost orgànic té la formulació C6H5CCl3 i és químicament molt reactiu. Generalment, es presenta amb un color transparent o groguenc i una forta olor.

## Història
Històricament, el benzotriclorur va tenir un paper molt important a la primera síntesi industrial de l'àcid benzoic. Aquest procés va implicar la hidròlisi del benzotriclorur a benzoat de calci, seguit per l'acidificació. Tot i això, aquest mètode ha estat reemplaçat per l'oxidació del toluè amb aire a causa de les preocupacions sobre la contaminació del producte amb subproductes clorats.

## Propietats
El benzotriclorur té una massa molecular de 195,48 g/mol, un punt de fusió de -4,8 °C, un punt d'ebullició de 220,7 °C, una densitat d'1,37 g/cm³, un índex de refracció d'1,5580 i una pressió de vapor de 0,2 hPa a 20 °C.
En entorns aquosos, té una solubilitat de 0,1 g/L a una temperatura de 20 °C, sent així un compost molt poc soluble en aigua, hidrolitzant-se ràpidament a àcid benzoic o a àcid clorhídric. Així doncs, posseiria una vida mitjana de 2,4 minuts.
El punt d'inflamabilitat és d’aproximadament 108 °C i la temperatura d'autoignició es troba als 420 °C. S'estima que té una semivida atmosfèrica d'uns 45 dies a causa de la reacció amb radicals d’hidroxil.

## Usos
El benzotriclorur és amplament utilitzat com a intermediari químic, formant molts de compostos necessaris per a la fabricació de colorants, pesticides, productes farmacèutics i agents antimicrobians.
La seva aplicació principal resideix en la producció de clorur de benzoïl, per mitjà d’un procés d’hidròlisi parcial amb aigua o de reacció amb àcid benzoic.

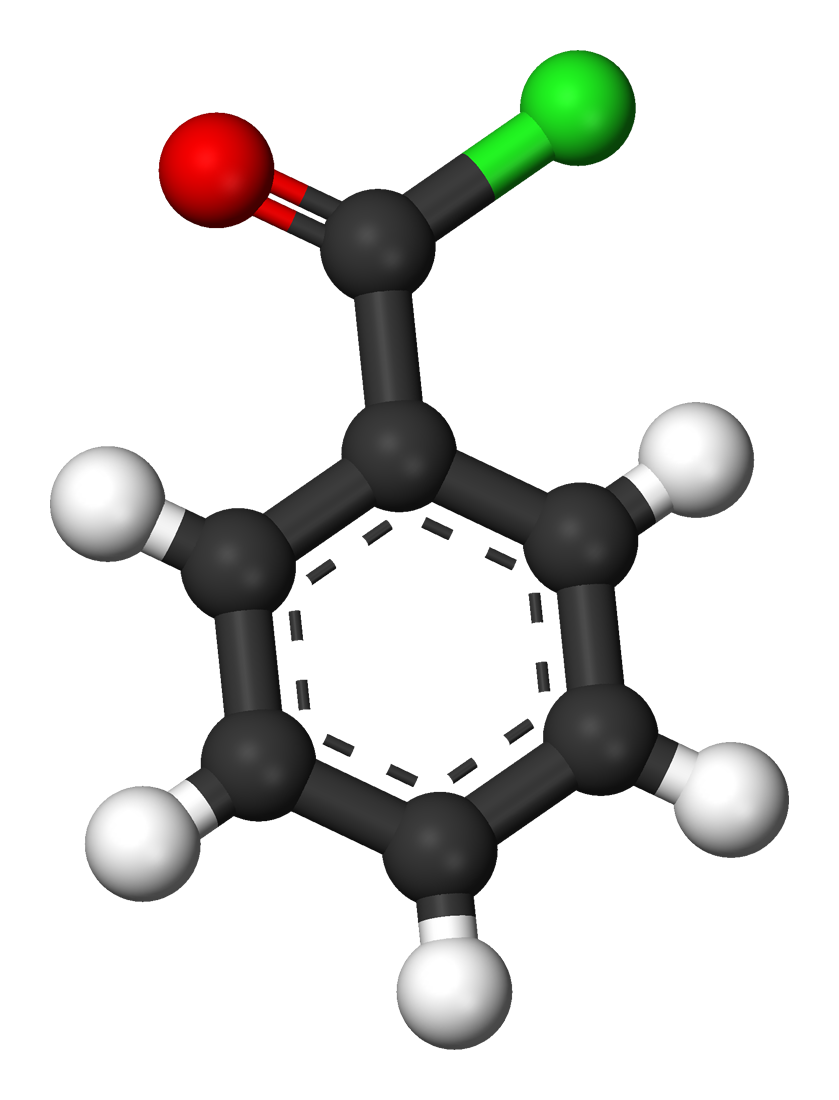
Estructura química del clorur de benzoïl, compost produït gràcies a reaccions amb benzotriclorur.

També hi trobem altres aplicacions a una escala menor en diverses indústries, com per exemple en la producció de productes agroquímics (particularment després de patir una transformació en benzotrifluorur) o en l’elaboració de colorants i estabilitzadors UV de benzofenona, fent aquest de precursor.

## Producció
Es pot utilitzar un mètode similar al procediment emprat per al clorur de benzil per a la cloració exhaustiva de la cadena lateral del toluè, facilitant la producció de benzotriclorur. A aquest efecte s'empra habitualment en particular la cloració fotoquímica.
En processos continus és recomanable implementar una cascada de sis a deu reactors per evitar la formació de derivats clorats en anell. Aquest enfocament permet controlar l'alimentació de clor, assegurant que s'obtingui benzotriclorur amb quantitats mínimes de clorur de benzal.
La capacitat de producció del benzotriclorur va ser estimada en 80.000 tones l'any 2000. Es produeix mitjançant l'halogenació radicalària del toluè, com el peròxid de dibenzoïl. Els intermediaris mono- i diclorats són anomenats clorur de benzil i clorur de benzal:
{\displaystyle {\ce {C6H5CH3 + Cl2CO2A -> C6H5CH + HCl}}}
{\displaystyle {\ce {C6H5CH2Cl + Cl2 -> C6H5CHCl2 + HCl}}}
{\displaystyle {\ce {C6H5CHCl2 + Cl2 -> C6H5CCl3 + HCl}}}

## Metabolisme
En un experiment realitzat en el 1989, es va administrar una dosi única de 40 mg/kg de pes corporal a diversos ratolins de laboratori. Es va determinar que la vida mitjana d'absorció de benzotriclorur al tracte gastrointestinal era de 3 hores. La concentració en sang va assolir el seu punt màxim a les 4h, aconseguint 6,5 ppm. Aquesta va disminuir a 2,6 ppm després de 24h. La vida mitjana d'eliminació a la sang va ser de 22 h. L'eliminació es va realitzar en un 90% per l'orina i un 10% per la femta. Després de 72 hores, encara era present al teixit l'1,5% de la dosi. Els nivells de concentració més alts estaven presents al fetge, ronyons i greix.
El benzotriclorur es metabolitza ràpidament mitjançant l'hidròlisi a àcid benzoic i a àcid clorhídric. Aquest àcid benzoic es metabolitza primer a benzoïl-CoA, que següentment, es torna a metabolitzar en àcid hipúric en reemplaçar la CoA amb glicina. Aquest àcid resultant és posteriorment excretat. El 90% del benzotriclorur es va recuperar de l'orina de rata com a àcid hipúric, mentre que també hi eren presents petites quantitats d'àcid benzoic (0,7%) i àcid fenilacètic (0,8%). A més a més, quatre metabòlits no identificats (5,5%) també eren presents a l'orina.

## Toxicitat

### Signes de perillositat
A partir del sistema SMH (pictogrames 1, 2 i 3) i el diamant de materials perillosos de la norma NFPA 704 (pictograma 4), el benzotriclorur posseeix els següents pictogrames de perillositat:

### Signes de toxicitat
Majoritàriament, els diversos símptomes identificats estan relacionats amb l'exposició provada del benzotriclorur en ratolins: irritació dels ulls, la pell i les vies respiratòries. En condicions oclusives, la pell que estava exposada a aquest compost mostrava irritació. Següentment, es va informar d'una irritació ocular severa, després d'administrar 0,1 ml de benzotriclorur. Aquesta irritació ocular va durar fins a 7 dies. Finalment, diversos estudis en rosegadors sobre els efectes tòxics aguts indiquen que el sistema respiratori s'irritarà després de la inhalació o l'absorció oral del compost.
Els efectes de la inhalació repetida del benzotriclorur, avaluats amb experiments en rates, inclouen bronquitis i broncopneumònia, disminució de pes i dificultats en respirar. Microscòpicament, pot produir inflamació i metaplàsia escatosa de les cèl·lules que recobreixen l'epiteli nasal, traqueal, bronquial i bronquiolar. Histopatològicament, també és probable que es produeixi una major incidència de cèl·lules inflamatòries al fetge, juntament amb una possible proliferació de conductes biliars.

### Als animals

#### Per inhalació⁣
En un altre estudi amb ratolins, la toxicitat aguda per inhalació depenia de la durada de l'exposició. Amb aproximadament 1.000 mg/m³ l'exposició de 7 h a mascles i femelles, va resultar a la mort ràpida (dins de 24 h) de tots els animals.
Per contra, un període curt d'exposició de 30 minuts amb aproximadament 750/790 mg/m³ no va produir cap mort als animals. Així i tot, es va veure un augment de pes dins els 14 dies següents. En aqueix grup, l’augment de pes va ser major als mascles que a les femelles, cosa que indica una susceptibilitat més gran de rates femella contra benzotriclorur. Els temps d'exposició intermedis (d'1 a 3 h; 750/790 – 1.000 mg/m³) va confirmar aquesta observació, donant lloc a 4/6 morts per a les femelles i 1/6 per als mascles, respectivament. A diferència dels animals exposats durant 0,5 h als grups amb temps d'exposició més llargs es presentaren irritacions aparents de les mucoses orals i oculars.
Tant al grup de dosi mitjana com al de dosi alta, es van irritar les membranes mucoses visibles dels animals. La inspecció patològica macroscòpica va revelar emfisemes pulmonars i atròfia dels fetges.

#### Dèrmica
Es va investigar la toxicitat dèrmica aguda de benzotriclorur en 5 mascles i 15 femelles rates. Els animals van ser exposats durant 24 hores en condicions oclusives a 2.500 o 5.000 mg/kg de pes corporal. Tots els animals van sobreviure excepte una femella del grup de 5.000 mg/kg, que va indicar una dosi letal mitjana de 5.000 mg/kg de pes corporal. Els animals van començar a mostrar sedació i una salut general compromesa després d’un dia d’exposició. Aquests símptomes van durar de 8 a 10 dies dins el període d'observació. Les zones afectades per la substància estaven lleugerament inflades i endurides després de retirar els embenats.

#### Oral
Diversos estudis van investigar la toxicitat oral aguda del benzotriclorur en rosegadors. En aquests, mascle i femella van ser sotmesos a una sonda, cosa que va donar com a resultat valors de dosi letal mitjana de 2.188 mg/kg de pes corporal per als mascles i 1.590 mg/kg de pes corporal per a les femelles. Es van observar símptomes toxicològics, que van incloure una activitat reduïda, pelatge descurat, dificultat per respirar i poliúria amb orina sanguínia, aqueixes van començar dins dels 15 minuts posteriors al tractament i van persistir de 7 a 9 dies. La patologia macroscòpica dels animals morts va revelar tractes intestinals buits i puntejats a la mucosa de l'estómac.

### Cancerositat
El benzotriclorur és un compost sospitós (entre d'altres) de ser un agent causant de càncer de pulmó i limfoma maligne maxil·lar en els treballadors empleats a les fàbriques que el produeixen. Per tant, es va examinar amb aplicacions cutànies en ratolins femella. Després d'una exposició a dosis bastant elevades, el benzotriclorur va exhibir activitats leucemògenes i tumorígenes pulmonars, així com una potent activitat carcinogènica dèrmica. Després de l'administració dels productes químics en una dosi de 2,3 microlitres/animal, dues vegades per setmana durant cinquanta setmanes, va induir una incidència del 68% de càncers de pell i una incidència del 58% de tumors pulmonars (inclòs el 10% dels carcinomes de pulmó) en 399 dies. Tenint en compte l'abast de la possible exposició dels treballadors a aquests productes químics a l'entorn laboral i la potència cancerígena dels productes químics analitzats, es pot concloure que el benzotriclorur va ser molt probablement responsable de causar els càncers observats en els treballadors emprats a la fabricació del clorur de benzoïl.
S'han realitzat diversos estudis epidemiològics examinant l'exposició laboral al procés de producció de clorur de benzoïl, que involucra benzotriclorur com a intermediari. En aquesta, es va analitzar una incidència més gran de tumors en múltiples llocs en ratolins femella tractats per via oral, per via dèrmica i per inhalació. En ratolins exposats al benzotriclorur per inhalació, es van desenvolupar tumors de pulmó, pell, i s'ha contemplat teixit limfoide. També es varen analitzar tumors d'estómac i de pulmons als exposats per via oral i dèrmica a nivells elevats.
Es calcula una estimació de risc d'unitat oral de 3,6 · 10-4 (μg/L). A més, s'assevera que, si un individu anés a ingerir contínuament aigua que contingui benzotriclorur a una mitjana de 0,003 µg/l (3 · 10-6 mg/L) durant tota la vida, aquesta persona, en teoria, no tindria més d'una probabilitat d’1 entre 1.000.000 de desenvolupar càncer com a resultat directe de la ingestió d'aigua que conté aquesta substància química.

## Mecanisme de toxicitat
Part de la toxicitat del benzotriclorur es pot explicar per la seva hidròlisi a àcid benzoic, el metabolisme posterior del qual pot causar efectes tòxics. La formació de benzoïl-CoA pot esgotar els nivells d'acetil-CoA, dificultant els processos que requereixen acetil-CoA, com la gluconeogènesi mitjançant el piruvat carboxiliasa. Els nivells d'ATP hepàtic també es redueixen en un 70-80%, amb dosis de 720-1440 mg/kg d'àcid benzoic mitjançant injecció intraperitoneal, reduint la disponibilitat d'acetil-CoA per a la producció d'ATP, que pot tenir una àmplia gamma de conseqüències per a les cèl·lules afectades. La toxicitat de l'amoníac pot ser amplificada per l'àcid benzoic, ja que inhibeix la ureagènesi, reduint la desintoxicació de l'amoníac. A més, l'àcid benzoic pot desplaçar la bilirubina de les albúmines, i suposa un risc de toxicitat per la bilirubina, ja que es difon als teixits.

## Impacte al medi ambient
En general, els problemes ambientals associats amb el benzotriclorur es relacionen principalment amb el seu impacte potencial sobre la vida aquàtica, especialment a causa de la formació de productes de degradació com l'àcid clorhídric i l'àcid benzoic. La hidròlisi del benzotriclorur dona lloc a la formació d'àcid benzoic i àcid clorhídric. Concretament, l'àcid clorhídric provoca un canvi de pH a l'aigua, que pot afectar la vida aquàtica.

## Regulació
El benzotriclorur es classifica com una substància extremadament perillosa, tal com es defineix a la secció 302 de la Llei de planificació d'emergències i dret a saber comunitari dels Estats Units i, per tant, el seu ús està restringit a una llista de requisits d'informació per part de les empreses o institucions que la sintetitzen, emmagatzemen o utilitzen en grans quantitats. L'any 2018, els estats membres de la Unió Europea van aprovar una proposta de la Comissió Europea per restringir l'ús de substàncies cancerígenes, mutàgenes i reprotòxiques (CMR) a la roba, tèxtils i calçat. El 2015, la Comissió va publicar una llista preliminar de 286 CMR que va proposar restringir. El benzotriclorur figurava en aquest document com a compost tòxic i cancerós.
Segons la classificació i etiquetatge harmonitzats (CLP00) aprovats per la Unió Europea, aquesta substància és tòxica si s'inhala, provoca danys oculars greus, pot causar càncer, irrita la pell, és perjudicial en cas d’ingestió i pot causar irritació respiratòria.